# Andrew Astbury
Andrew Astbury, né le 29 novembre 1960 à Leeds, est un nageur britannique.

## Carrière
Andrew Astbury participe aux Jeux olympiques d'été de 1984 à Los Angeles et remporte la médaille de bronze dans l'épreuve du 4x200m nage libre avec Paul Easter, Paul Howe et Neil Cochran.